# The Belfast Gazette
The Belfast Gazette är en av den brittiska regeringens officiella tidningar, där lagstiftning samt förvaltningsrättsliga och offentligrättsliga beslut gällande Storbritannien och riksdelen Nordirland kungörs. Dess systertidningar är The London Gazette och The Edinburgh Gazette, som publicerar motsvarande innehåll för Storbritannien samt riksdelarna England och Wales respektive riksdelen Skottland. 

## Innehåll
Tidningen innehåller nästan uteslutande olika former av författningsreglerade tillkännagivanden. Sammantaget finns över 450 kategorier av notiser, fördelade på kungahuset och de kungliga ordnarna, regeringen, den nordirländska regeringen, Storbritanniens parlament, Nordirlands lagstiftande församling, statliga utnämningar, transportsektorn, samhällsplanering, hälsa, miljö, vatten, obeståndsrätt och bolagsrätt.   Under 2020 har antalet kategorier inom hälsa ökat kraftigt, till följd av en mängd kungörelser som relaterar till coronaviruspandemin. 

## Utgivning
Sedan 1705 hade The Dublin Gazette fungerat som officiell tidning för Irland. Som en följd av den irländska självständighetskampen och en förberedelse för bildandet av Irländska fristaten kom The Dublin Gazette att ersättas av två nya tidningar. The Belfast Gazette, för Nordirland, var först och utkom 6 juni 1921.  För Irländska fristaten, och senare Irland, bildades Iris Oifigiúil, den 31 januari 1922.
The Belfast Gazette ges fredagar av The National Archives. Tidningen trycks och ges ut digitalt av The Stationery Office, ett företag som bildades 1996 genom att tryckeridelen av Her Majesty's Stationery Office privatiserades. Materialet publiceras under Crown copyright (ung. statlig upphovsrätt). Merparten av materialet kan läsas på webbplatsen The Gazette, som är gemensam för de tre tidningarna.